# Roses (Benny Blanco e Juice Wrld)
Roses è un singolo del cantante statunitense Benny Blanco e del rapper statunitense Juice Wrld pubblicato il 5 dicembre 2018.

## Video musicale
Il video musicale è stato pubblicato attraverso il canale YouTube di Benny Blanco.

## Tracce
1. Roses (con Juice Wrld feat. Brendon Urie) – 3:45